# Ohvale
Ohvale srl è una casa motociclistica italiana. Ha la sua sede a Quinto di Treviso in provincia di Treviso.
Ohvale nasce da un’idea di Valerio da Lio (Noale, 15 febbraio 1964) esperto del mondo motociclistico con alle spalle una carriera decennale in Aprilia.
L’azienda fin dall’inizio si è distinta nell’ambito racing con la creazione di prototipi e grafiche di prodotto per le maggiori case motociclistiche.
La svolta avviene nel 2013 con il lancio del primo esemplare di Ohvale GP-0, un mezzo facile e intuitivo adatto sia ai giovani piloti che ai motociclisti più esperti. Successivamente viene lanciato il modello Ohvale GP-2.
Dal 2021 Ohvale è fornitore unico e ufficiale del FIM MiniGP World Series, il campionato mondale organizzato da Dorna Sports e Federazione Internazionale di Motociclismo.

## Modelli in produzione
Gamma GP-0
- 100 A
- 110 4S
- 160 4S

Gamma GP-2
- 160
- 190